# کیلیموو
کیلیموو (انگلیسی: Kilimovo) یک شهرک در شهرستان بوزدیاکسکی باشقیرستان کشور روسیه است.